# Solnetschnogorsk
Solnetschnogorsk (russisch Солнечного́рск) ist eine Stadt in Russland mit 52.944 Einwohnern (Stand 14. Oktober 2010). Sie liegt in der Oblast Moskau an der Fernstraße M10 Rossija und der Autobahn M11 Newa sowie der Bahnstrecke Sankt Petersburg–Moskau, rund 65 km nordwestlich von Moskau entfernt.

## Geschichte

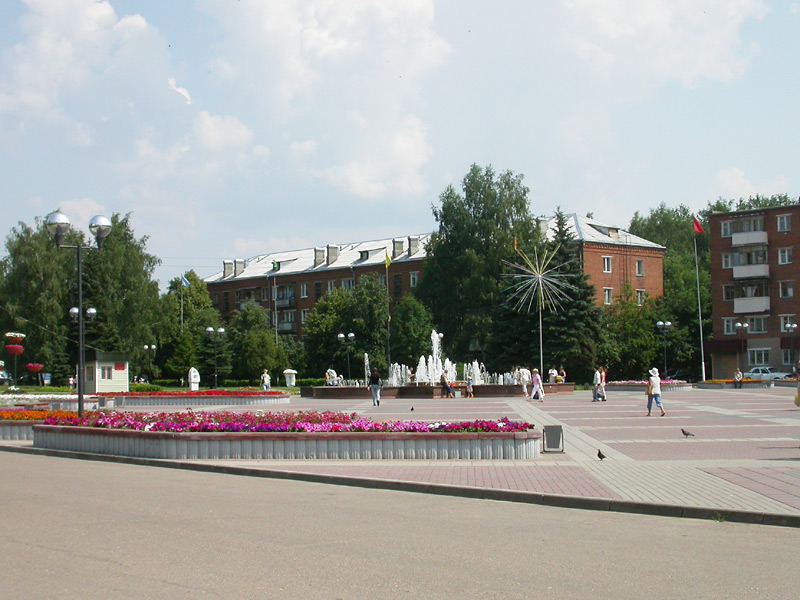
Innenstadt von Solnetschnogorsk

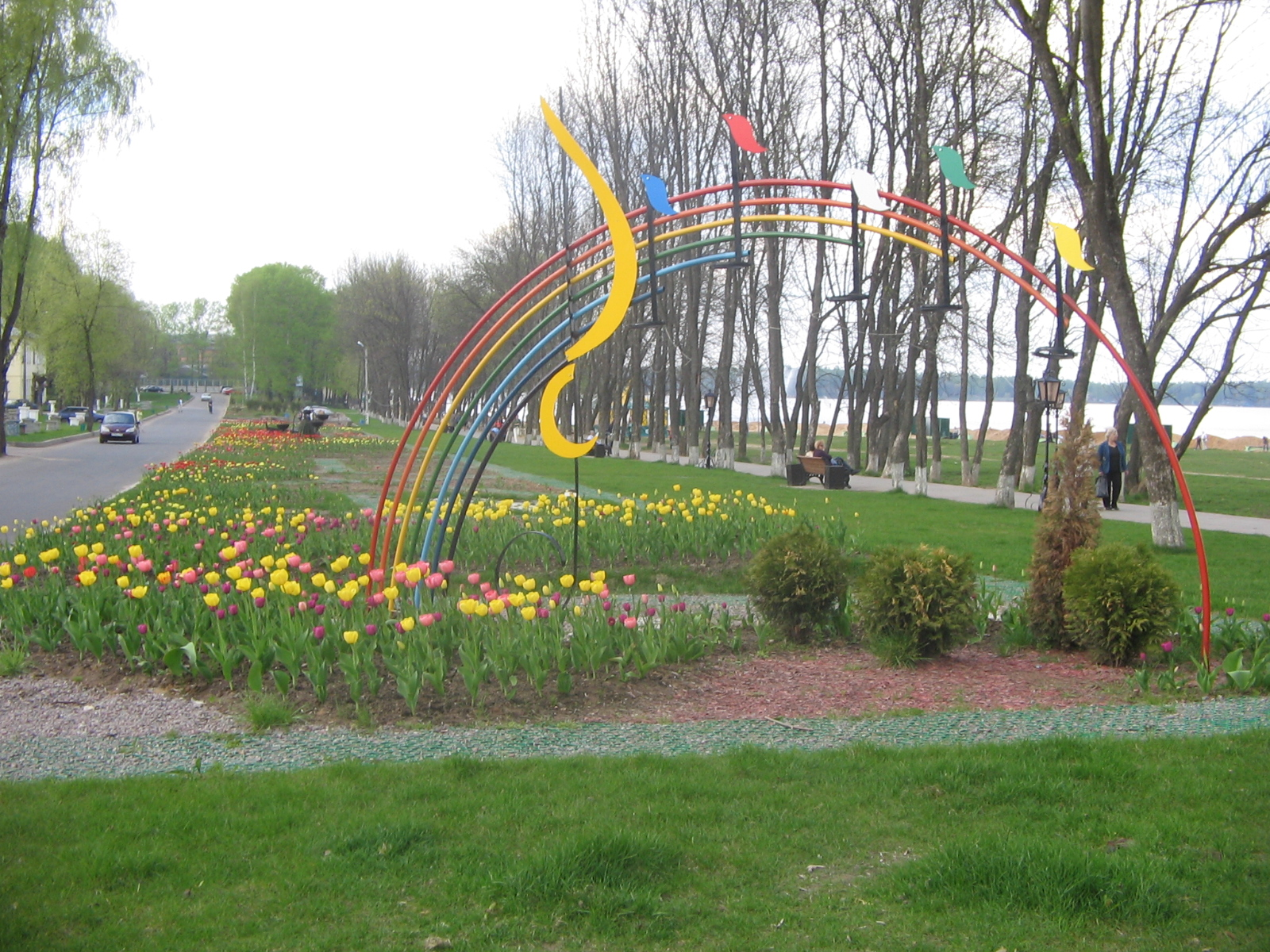
Promenade am Seeufer

Solnetschnogorsk ging aus dem Dorf namens Solnetschnaja Gora – zu deutsch Sonnenberg – hervor, das an der Stelle der heutigen Stadt seit dem frühen 18. Jahrhundert bestanden hatte. 1851 entstand bei der Verlegung der Bahnstrecke Sankt Petersburg–Moskau in der unmittelbaren Nachbarschaft des Dorfes zusätzlich die Siedlung Podsolnetschny. Die beiden Orte wurden 1928 zu der Siedlung Solnetschnogorski zusammengelegt, die 1938 zu einer Stadt wurde und seitdem den Namen Solnetschnogorsk trägt.

## Naherholung
Aufgrund der landschaftlich attraktiven Lage der Stadt – in der Nähe befindet sich der 8,51 km² große Seneschsee – gilt die Umgebung von Solnetschnogorsk als beliebtes Naherholungsgebiet im Moskauer Großraum. Der See war in den 1820er-Jahren beim Bau eines Kanals zwischen den Flüssen Sestra und Istra künstlich gestaut worden und wird bis heute zum Baden und Windsurfen genutzt.

## Wirtschaft
In der Stadt selbst gibt es ein paar Industriebetriebe, darunter eine Metallverarbeitungsfabrik und einige Nahrungsmittelbetriebe. Der italienische Nahrungsmittelkonzern Barilla betreibt in Solnetschnogorsk eine Produktionsstätte.

## Bevölkerungsentwicklung
| Jahr | Einwohner |
| ---- | --------- |
| 1939 | 13.548    |
| 1959 | 24.214    |
| 1970 | 33.482    |
| 1979 | 47.957    |
| 1989 | 55.554    |
| 2002 | 58.374    |
| 2010 | 52.944    |

Anmerkung: Volkszählungsdaten

## Sehenswürdigkeiten
- Christus-Kirche (1759)
- Ehemaliges Krankenhausgebäude (1879)
- Alexander-Blok-Museum bei Solnetschnogorsk

## Söhne und Töchter der Stadt
- Wladimir Kolesnikow (1946–2020), Mittelstreckenläufer
- Galina Mischenina (* 1950), Ruderin
- Alexander Sidelnikow (1950–2003), Eishockeynationaltorhüter
- Wiktor Schalimow (* 1951), Eishockeyspieler
- Andrei Tschemerkin (* 1972), Gewichtheber im Superschwergewicht und Olympiasieger